# Ditte Kotzian
Ditte Kotzian (Alemania, 9 de marzo de 1979) es una clavadista o saltadora de trampolín alemana especializada en trampolín de 3 metros, donde consiguió ser medallista de bronce mundial en 2001 en los saltos sincronizados.

## Carrera deportiva
En el Campeonato Mundial de Natación de 2001 celebrado en Fukuoka (Japón) ganó la medalla de bronce en los saltos sincronizados desde el trampolín de 1 metros, con una puntuación de 303 puntos, tras las chinas (oro) y las rusas (plata), siendo su compañera de saltos Conny Schmalfuss; y también ganó el bronce en la misma prueba en los Juegos Olímpicos de Pekín 2008.